# Edmond Werdet
Jean-Baptiste-Antoine Verdet, dit Edmond Werdet, né le 6 novembre 1793 à Bordeaux et mort le 27 février 1870 à Champs-sur-Marne, est un éditeur, journaliste et bibliographe français.

## Biographie
Fils du maitre d’écriture Jean-Baptiste Verdet, qui publiera ses méthodes d’écriture et de calligraphie à partir de 1833 sous le nom de « Werdet père », il fut d’abord adjoint de son père au lycée de Bordeaux (1809), puis maitre d’écriture au collège Sainte-Barbe de 1812 à 1819.
En février 1820, il devient commis du libraire parisien Jean-Jacques Lefèvre et voyage pour son compte à l’étranger. Breveté libraire à Paris le 27 avril 1824, il se fit appeler « Jean-Baptiste Werdet » puis « Edmond Werdet », reprenant les collections de classiques publiées par J.-J. Lefèvre et publia plusieurs catalogues de librairie à partir de 1826. Travaillant en association avec le libraire Jean-Frédéric-Alexandre Lequien d’octobre 1827 à aout 1829, il géra la librairie de la veuve de Charles Béchet de novembre 1830 à février 1834, avant de devenir, jusqu’en 1837, l’éditeur d’Honoré de Balzac dont il publia le premier, la plupart des ouvrages.
En faillite en mai 1837, puis à nouveau en octobre 1845, il épouse en juin 1845 la libraire Reine Simon (1800-1861). Ruiné, il s'est installé près de Toul, dans les années 1848, dans un petit hameau que nous appelons aujourd'hui « Gare-le-Col », à proximité d'une chapelle placée sous le patronage de Notre-Dame. reprend son ancien métier de commis-voyageur en librairie, notamment pour le compte de la maison Dalloz.
Devenu impotent à la suite d’une mauvaise chute sur une voie de chemin de fer en mars 1856, son brevet de libraire est annulé pour non-exploitation le 6 février 1860. Il subvient alors à ses moyens grâce à l’écriture et au journalisme. Le principal de ses travaux bibliographiques est une Histoire du Livre en France depuis les temps les plus reculés jusqu’en 1789 (Paris, 1861-64, 5 vol. in-12), contenant les origines et les transformations du livre depuis les manuscrits des anciens, avec des études sur les principaux éditeurs. On cite en outre : De la Librairie française, son passé, son avenir, etc. (1859, in-12) et Portrait intime de Balzac, sa vie son humeur, etc. (1859, in-12).
Les secours qu’il recevait de la Société des gens de lettres et du Cercle de la librairie ne purent lui éviter d’achever sa vie dans une grande pauvreté, chez son fils Oscar qui l’avait recueilli.

### Sources
- « Edmond Werdet », Gustave Vapereau, Dictionnaire universel des littératures, vol. 2, Paris, Hachette, 1876 [détail des éditions] (lire sur Wikisource), p. 2072.